# Тойон-Ары
Тойо́н-Ары́ (якут. Тойон Арыы) — село в Хангаласском улусе Республики Саха (Якутия) России. Входит в состав Мальжагарского 1-го наслега.

## География
Село находится на юге центральной части Якутии, на острове Тойон-Ары, расположенном на реке Лене, на расстоянии примерно 40 км(по прямой) к юго-западу от города Покровска, административного центра улуса.
Климат
Климат характеризуется как резко континентальный. Средняя температура воздуха самого тёплого месяца (июля) составляет 19 °C; самого холодного (января) — −40 °C. Среднегодовое количество атмосферных осадков составляет 200—350 мм.

## История
Постановлением Правительства Российской Федерации от 14 января 2003 года № 14 село Кытанах-Кырдал было переименовано в Тойон-Ары.

## Население
| 2002 | 2010 | 2021 |
| ---- | ---- | ---- |
| 153  | ↘140 | ↘116 |

Половой состав
По данным Всероссийской переписи населения 2010 года в гендерной структуре населения мужчины составляли 49,3 %, женщины — соответственно 50,7 %.
Национальный состав
Согласно результатам переписи 2002 года, в национальной структуре населения якуты составляли 95 % из 153 чел..

## Улицы
Уличная сеть села состоит из трёх улиц: Набережная, Новая и Центральная.